# ATTITUDE (SOUL'd OUTのアルバム)
ATTITUDE（アティテュード）は、日本のヒップホップグループ、SOUL'd OUTの4thアルバム。2008年1月23日にSMEレコーズより発売された。

## 概要
オリジナルアルバムとしては約2年ぶりにリリースされた。シングル表題曲を6曲収録。
本作はALIVEツアー終了後から制作された。タイトルの「ATTITUDE」は曲が全部揃い並べたものをDiggy-MO'が見てぱっと出てきた言葉で、他のアイディアなどはなくすっと決まったという。また、心機一転の心構えや決意も意味に含まれている。

## 収録曲
| #   | タイトル                         | 作詞                               | 作曲                  | 編曲                  | 時間 |
| --- | -------------------------------- | ---------------------------------- | --------------------- | --------------------- | ---- |
| 1.  | 「STEALTH」                      | Diggy-MO'                          | Diggy-MO', Shinnosuke | Shinnosuke            | 5:10 |
| 2.  | 「COZMIC TRAVEL」                | Diggy-MO', Bro.Hi                  | Diggy-MO', Shinnosuke | Shinnosuke, Diggy-MO' | 5:10 |
| 3.  | 「TONGUE TE TONGUE」             | Diggy-MO', Bro.Hi                  | Diggy-MO', Shinnosuke | Shinnosuke            | 4:59 |
| 4.  | 「VOODOO KINGDOM」               | Diggy-MO', Bro.Hi                  | Diggy-MO', Shinnosuke | Shinnosuke            | 5:37 |
| 5.  | 「GASOLINE」                     | Diggy-MO', Bro.Hi                  | Diggy-MO', Shinnosuke | Shinnosuke, Diggy-MO' | 4:16 |
| 6.  | 「SHUFFLE DAYZ Pt.2」            | Diggy-MO', Bro.Hi                  | Diggy-MO', Shinnosuke | Shinnosuke, Diggy-MO' | 5:25 |
| 7.  | 「FUNNY GIRL DUCKY BOY」         | Diggy-MO'                          | Diggy-MO', Shinnosuke | Shinnosuke, Diggy-MO' | 4:32 |
| 8.  | 「MEGALOPOLIS PATROL」           | Diggy-MO', Bro.Hi                  | Diggy-MO', Shinnosuke | Shinnosuke            | 5:24 |
| 9.  | 「Cinozoic」                     | Bro.Hi                             | Bro.Hi, Shinnosuke    | Shinnosuke, Bro.Hi    | 4:18 |
| 10. | 「TABOO Feat. Clench & Blistah」 | Diggy-MO', Bro.Hi, Clench, Blistah | Diggy-MO', Shinnosuke | Shinnosuke            | 4:58 |
| 11. | 「Master's Groove 2」            |                                    | Shinnosuke            | Shinnosuke            | 5:14 |
| 12. | 「Widespread Panic」             | Diggy-MO', Bro.Hi                  | Diggy-MO', Shinnosuke | Shinnosuke, Diggy-MO' | 4:07 |
| 13. | 「GROWN KIDZ」                   | Diggy-MO', Bro.Hi                  | Diggy-MO', Shinnosuke | Shinnosuke, Diggy-MO' | 5:53 |
| 14. | 「Starlight Destiny」            | Diggy-MO', Bro.Hi                  | Diggy-MO', Shinnosuke | Shinnosuke, Diggy-MO' | 5:30 |

## 楽曲解説
1. STEALTH
歌詞は全英語詞。余計なものを取り入れずに制作され、ビートボックスが苦労したとBro.Hiが語っている[5]。
2. COZMIC TRAVEL
17枚目のシングル。
3. TONGUE TE TONGUE
16枚目のシングル。
4. VOODOO KINGDOM
14枚目のシングル（GROWN KIDZとの両A面シングル）。
5. GASOLINE
Diggy-MO'曰く「心臓剥き出しソング。」、Bro.Hiは「荒々しい魅力、男っぽい曲。」と語っている[5]。
6. SHUFFLE DAYZ Pt.2
アルバム『ALIVE』に収録された「SHUFFLE DAYZ」のパート2。
デモ作りの最初のオケ作りの段階でShinnosukeが「SHUFFLE DAYZっぽい」と感じていたが、最終的に「SHUFFLE DAYZ Pt.2」となった[5]。
7. FUNNY GIRL DUCKY BOY
Diggy-MO'のソロ楽曲。ラブソングを意識して歌詞を書き、ラブソングに見立てて人と人との関係や、相手について思ってることなどを書いたと述べている[6]。本作唯一のラヴソングとされており、「ラップが少しも入ってないのが、最初おどいたなー。」とBro.Hiが語っている。トラックに関してShinnosukeは、「昭和歌謡曲的哀愁と洋楽R&B的な空気感がうまくMIX-UPしてくれた佳曲」と評している[5]。
8. MEGALOPOLIS PATROL
15枚目のシングル。
9. Cinozoic
Bro.Hiのソロ楽曲。タイトルのCinozoicは"恐竜が滅びた後の新生起"を意味している[5]。ビースティ・ボーイズのような空気感をShinnosukeのビートでやりたかったと述べており、それをイメージし制作された[6]。
10. TABOO Feat. Clench & Blistah
Clench & Blistahを客演に迎えた作品で、曲は彼らのアイデンティティをみせるために構成したという。クラビネットとサンプルのメロにこだわっており、久々にオーケストラル・ヒットを大胆に使ったという[5]。
11. Master's Groove 2
Shinnosukeのソロ楽曲。アルバム『SOUL'd OUT』に収録された「Master's Groove」の2作目。ツアー「Single Collection」で披露されていたが、その時のものから途中と最後を変えてマイナーアップして収録された[5]。
12. Widespread Panic
「昔のアナログ盤みたいなミックス。」とDiggy-MO'は評しており、Bro.Hiは「正直、これ一番好きかも。」と語っており、ブレイクビーツがやばいと評している。「僕らのルーツの1つであるJB Funkをココに1つ形として残しておきたかった。」とShinnosukeが語っている[5]。
13. GROWN KIDZ
14枚目のシングル（VOODOO KINGDOMとの両A面シングル）。バラード曲ではないが、「このアルバム『ATTITUDE』に収まるとバラードとしても捉えられる曲だと思う。」とShinnosukeが語っている[5]。
14. Starlight Destiny
13枚目のシングル。ベスト・アルバム『Single Collection』に続き収録された。